# Броневой купол

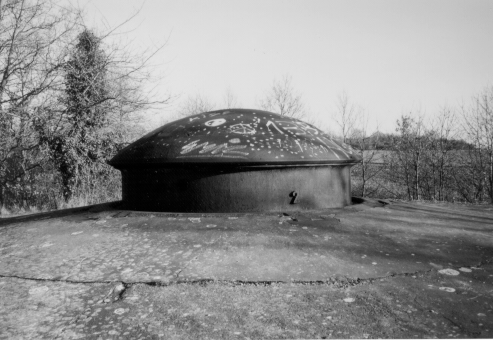
Один из двух выдвижных куполов форта Эбен-Эмаэль

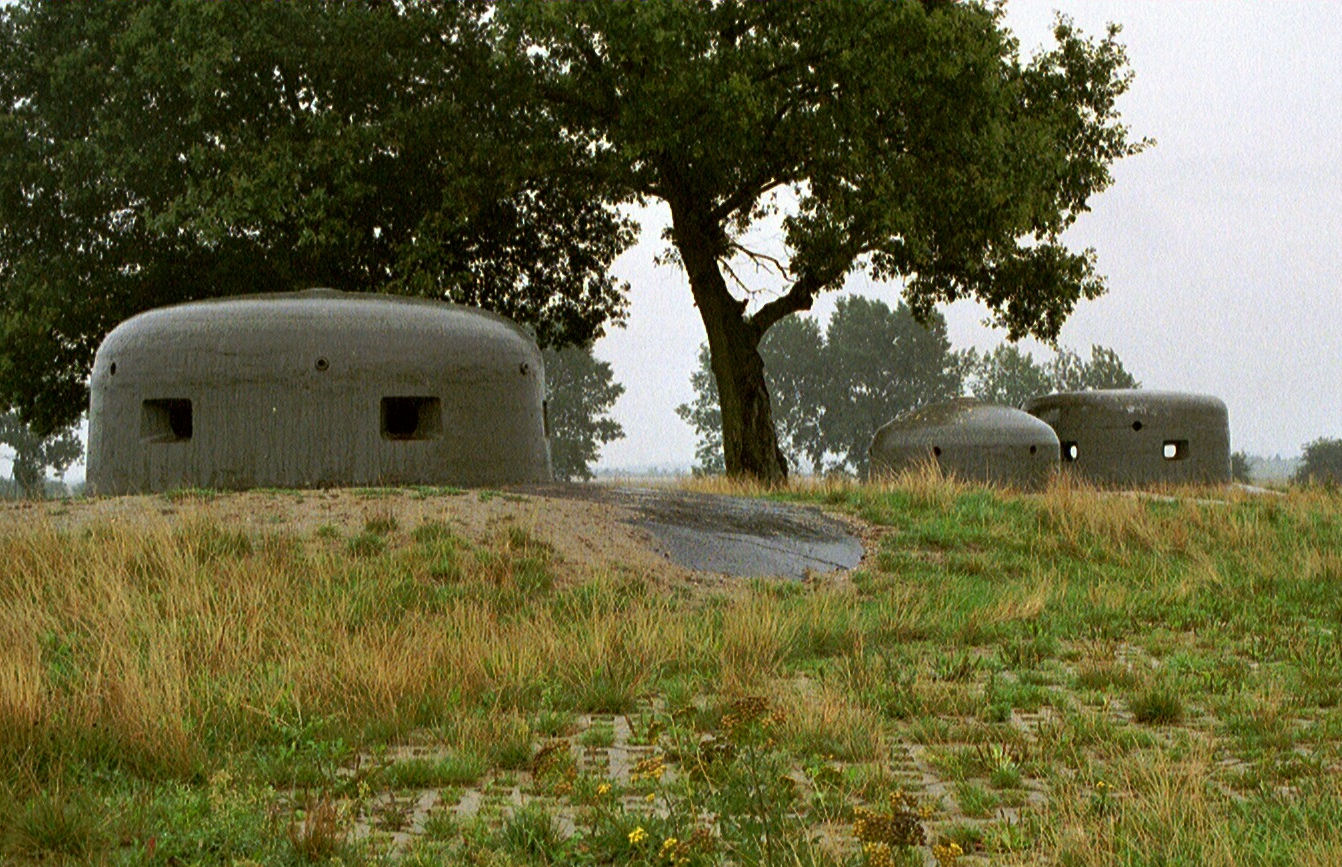
Два шестибойницевых бронекупола для пулеметов, а также один бронекупол для наблюдения за пехотой на 717-м укреплении оборонительной линии Одер-Варта-Боген

«la tourelle de 75 mm» (Блок 3 Ouvrage Schoenenbourg, 18 км к северо-востоку от Агно)

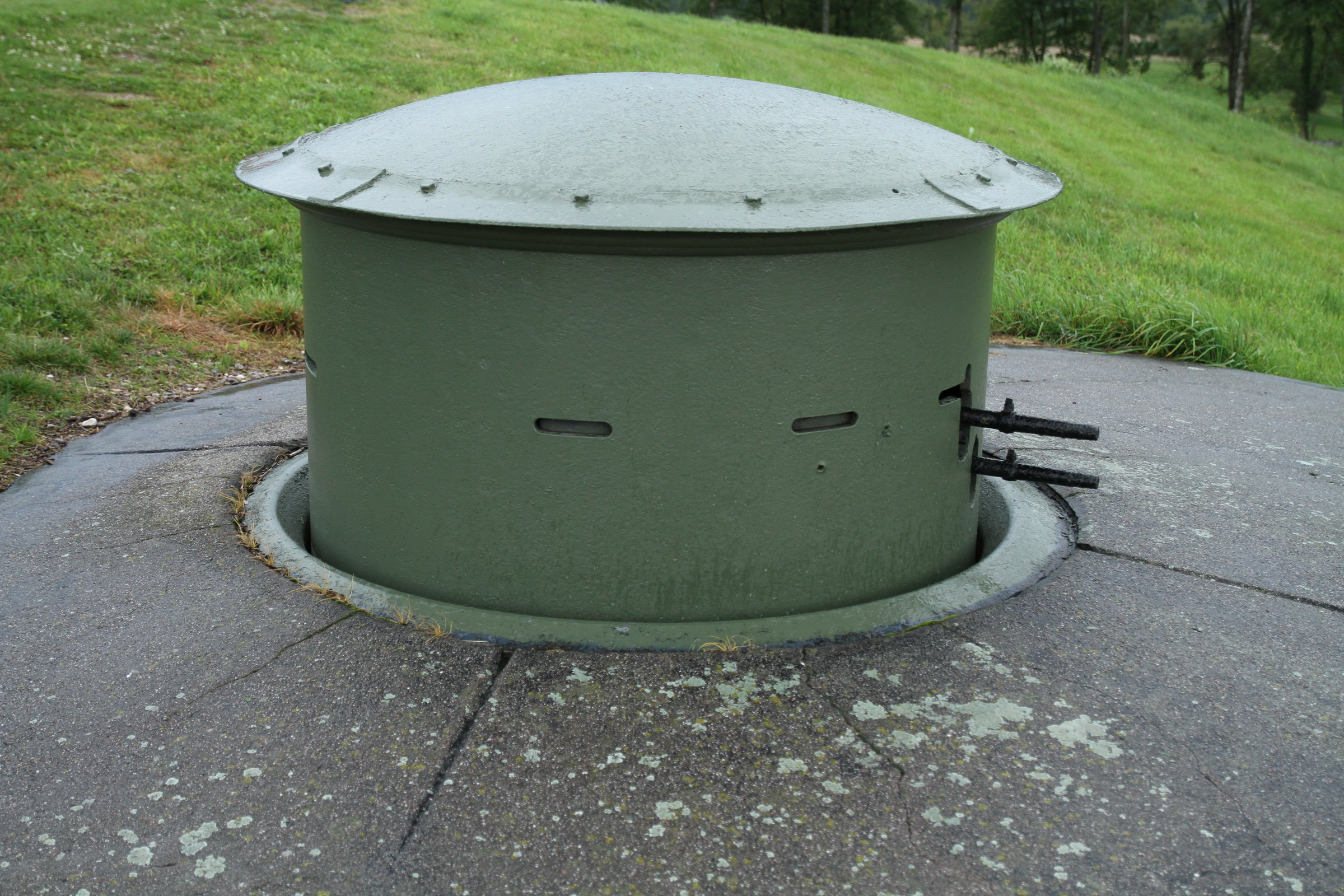
Пулеметный купол «modèle 1899» (Форт d’Uxegney, Эпиналь)

Броневой купол, бронекупол, броневая башня, — элемент фортификационной конструкции, появившийся в конце XIX века. Основной причиной его появления стало стремительное развитие артиллерийских систем начиная с 1840 года:
- В 1840 году шведскому промышленнику Мартину фон Варендорфу удалось разработать систему казенного заряжания для (все еще гладкоствольных) пушек, готовых к серийному производству. Эта система казнозарядных пушек вскоре была внедрена в Пруссии. В 1846 году Варендорф продолжил разработку системы для нарезных стволов. До этого все пушки имели дульнозарядные стволы.
- Орудия с нарезными стволами с помощью винтовой нарезки приводили снаряды во вращение, что значительно повышало их устойчивость на траектории, дальность полета и кучность стрельбы.
- Бризантные снаряды были способны «разнести крепости в щепки».
- Повысилась скорострельность орудий.
- Поворотные рамы облегчали горизонтальную наводку орудий и гасили отдачу. Примерно с 1897 года Франция приняла на вооружение первую настоящую скорострельную пушку — «Canon de 75 mle 1897». Ее главной особенностью был гидропневматический тормоз отката.

В пределах укрепленного района не оставалось места, которое не было бы под угрозой прямых попаданий из новых орудий. Реакцией на это стало размещение на территории крепости колоколообразных постов из твердого чугуна или литой стали, в которых размещались орудия и которые позволяли вести безопасное наблюдение за полем боя.
Франция решила построить линию укреплений (Железный барьер), поскольку проиграла франко-прусскую войну (1870-1871). Большая часть была построена из кирпича; после завершения строительства укреплений выяснилось, что их стены не выдерживают новых снарядов. Это привело к снарядному кризису («la crise de l’obus torpille»).
Французские техники пытались размещать орудия (особенно мортиры), однако каменная кладка не выдерживала вибраций. Поэтому к началу нового века от этой идеи отказались.
Так называемый «Буржский каземат» («Casemate de Bourges») впервые был выполнен из бетона. Его изобрел командующий инженерными войсками Лоран в 1885 году; в 1899 году их тестировали и модифицировали; в них размещались по две 75-мм пушки. Эти казематы часто предпочитали 75-мм орудиям типа «modèle 1905», поскольку они были значительно дешевле. Бетонированные казематы должны были закрывать пробелы между фортами и крепостями.
Броневые купола могли достигать огромных размеров. Так, самый тяжелый купол бельгийского форта Эбен-Эмаль весил более 400 тонн. Под этим куполом находились две пушки калибра 120 миллиметров. Купол мог вращаться на 360 градусов, что позволяло пушкам обстреливать практически любую цель в радиусе 17 километров.
Это привело к появлению выдвижных бронекуполов, которые поднимались над поверхностью для непосредственного использования орудия, оставаясь совершенно невидимыми для противника в остальное время.
С другой стороны, такие купола представляли собой очень заметную цель для атакующего противника. В результате появились выдвижные бронированные купола, которые поднимались над поверхностью крепости только для непосредственного использования орудия, а в остальном оставались совершенно невидимыми для атакующего. Как правило, купол уравновешивался системой рычагов и противовесом, что позволяло поднимать и опускать его с минимальными усилиями (см. график).
Для наблюдения за окрестностями строились меньшие купола, внутри которых находился перископ. В Германии купола использовались, в частности, на Западном вале и линии укреплений Одра-Варта-Боген, которые были надежно забетонированы и, следовательно, неподвижны. Возможность беспрепятственного применения оружия (в данном случае пулеметов) обеспечивалась увеличенным количеством амбразур, причем обычно три из шести этих отверстий использовались для ведения огня.